# Comté de Cedar (Missouri)
Pour les articles homonymes, voir Comté de Cedar.
Le comté de Cedar (Cedar County) est un comté de l'État américain du Missouri.

## Comtés voisins
- Comté de Saint Clair (au nord)
- Comté de Polk (à l'est)
- Comté de Dade (au sud)
- Comté de Benton (au sud-ouest)
- Comté de Vernon (à l'ouest)

## Transports
- U.S. Route 54
- Missouri Route 32
- Missouri Route 39
- Missouri Route 97
- Missouri Route 215

## Villes
| - Caplinger Mills - El Dorado Springs - Jerico Springs | - Stockton - Umber View Heights |